# Adam Kuhn
Adam Kuhn (28 de noviembre de 1741 – 5 de julio de 1817) fue un médico y naturalista estadounidense, y uno de los profesores más tempranos de medicina en una universidad norteamericana.

## Biografía
Nació en Germantown, hijo de padres inmigrantes alemanes. Estudió medicina bajo su padre. Luego viaja a Suecia y estudia medicina e historia natural de 1761 a 1764 en la Universidad de Upsala, donde haya sido probablemente el único estudiante de EE. UU. de Carlos Linneo. Continuó sus estudios en la Universidad de Edimburgo, donde se graduó M.D. En junio de 1767, publicó su tesis, De Lavatione frigida. Regresó a EE. UU., practicando como clínico en Filadelfia y entre 1768 a 1789 fue profesor de Materia médica y de 1789 a 1797 de Teoría y Práctica de Medicina en la Escuela Médica de la Universidad de Filadelfia (más tarde Universidad de Pensilvania), fundada en 1765 siendo la primera facultad de Medicina en las trece colonias.
Fue facultativo del Hospital de Pensilvania de mayo de 1775, hasta enero de 1798. Fue uno de los fundadores del Colegio de Médicos de Filadelfia en 1787, y fue su presidente de julio de 1808 hasta su muerte.
Benjamin Rush escribió en su autobiografía que Kuhn, después de la muerte de Dr. John Jones en junio de 1791, estuvo considerado el principal médico en Filadelfia y el favorecido por "los agentes principales del gobierno general". Trató a "Washington Custes" (George Washington Custis, el hijo del hijastro de Washington, ver Martha Washington) y fue el médico de familia de George Washington. Aunque, no hay evidencia que de hecho haya tratado al Presidente.

## Abreviatura (zoología)
La abreviatura Kuhn  se emplea para indicar a Adam Kuhn como autoridad en la descripción y taxonomía en zoología.